# C.K. Dezerterzy (film)
C.K. Dezerterzy – dwuczęściowy polsko-węgierski film komediowy z 1986 roku w reżyserii Janusza Majewskiego. Scenariusz opracowano na kanwie powieści Kazimierza Sejdy pod tytułem C.K. Dezerterzy. Kontynuacją losów jego głównych bohaterów jest film Złoto dezerterów (1998), wyreżyserowany również przez Janusza Majewskiego.

## Fabuła
Akcja filmu rozgrywa się w 1918 roku, u kresu I wojny światowej. Do kompanii wartowniczej w węgierskim Sátoraljaújhely przybywa nowy zastępca dowódcy, oberleutnant Franz von Nogay. Zamierza przekształcić zbieraninę maruderów w prawdziwą cesarsko-królewską armię. Tymczasem sprytny Polak, Jan Kaniowski – znany jako Kania – wraz z Węgrem Benedekiem i żydowskim krawcem z Wiednia, Haberem planują dezercję z koszar. Pieniądze, które będą im do tego potrzebne, zdobywają szantażując przyjezdnych klientów domu publicznego i restauracji. Do trójki postanawiają dołączyć włoski jeniec Baldini, którego von Nogay uczynił swoim ordynansem, oraz Chudej, czeski drukarz z Pragi udający przed przełożonymi idiotę.
Po zdobyciu odpowiednich dokumentów przyjaciele wsiadają do pociągu jadącego do Koszyc. Po krótkim pobycie w miasteczku grupa uciekinierów wyrusza do Budapesztu. Po licznych perypetiach zostają aresztowani przez żandarmerię i postawieni przed sądem wojennym. Rozprawę przerywa wiadomość o końcu wojny. Oznacza to kres monarchii austro-węgierskiej. Wszyscy żołnierze mogą opuścić koszary i odzyskują wolność.

## Obsada

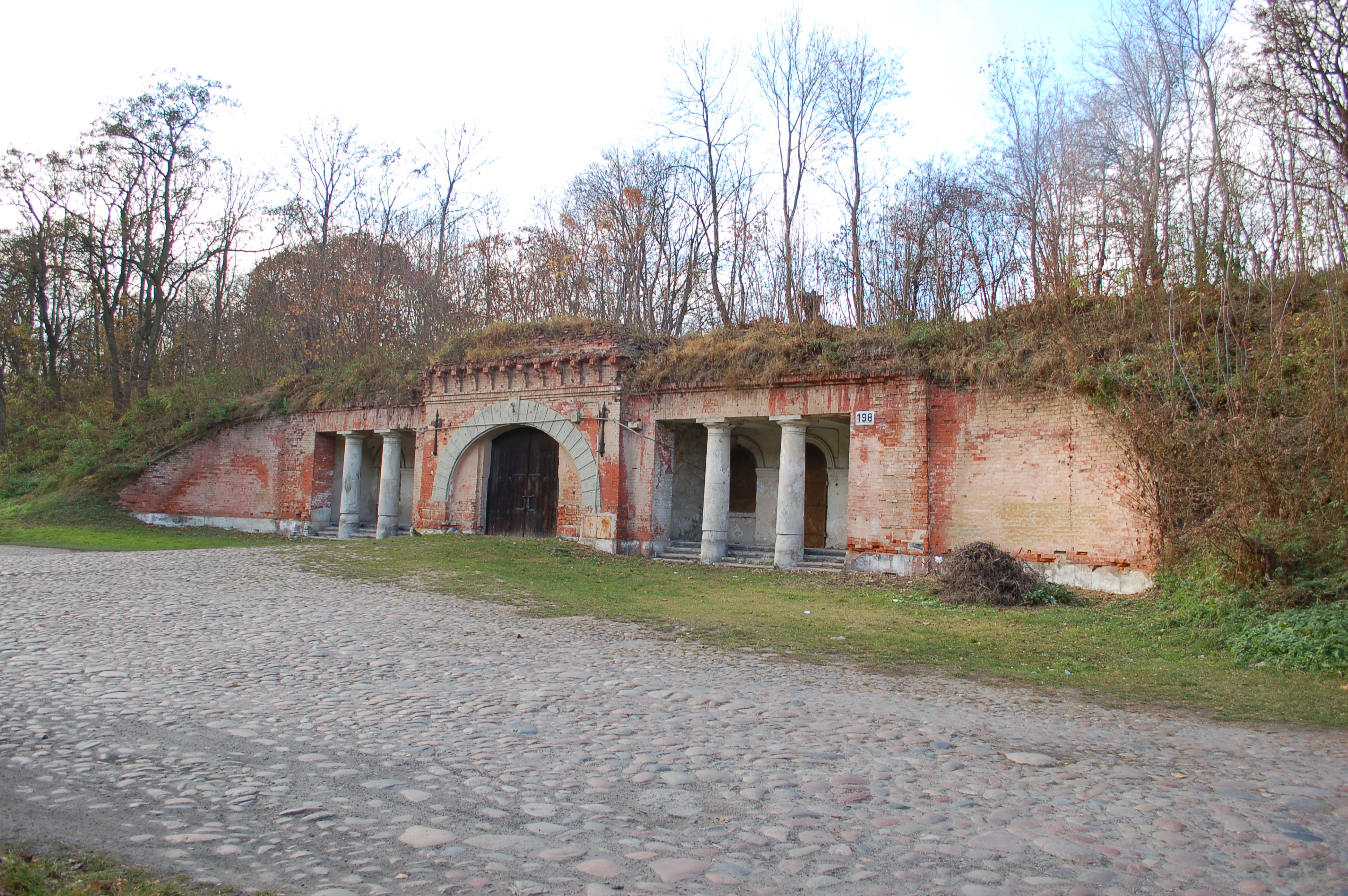
Jedna z bram w Twierdzy Modlin służących jako sceneria filmu

- Marek Kondrat – Gefreiter Jan „Kania” Kaniowski
- Zoltán Bezerédi(inne języki) – Lajos Benedek (głos – Jerzy Bończak)
- Wiktor Zborowski – Moryc Haber, żydowski krawiec z Wiednia
- Róbert Koltai – Chudej, czeski drukarz z Pragi (głos – Andrzej Gawroński)
- Jacek Sas-Uhrynowski – Giuseppe Baldini, włoski jeniec wojenny (ordynans von Nogaya)
- Wojciech Pokora – oberleutnant Franz von Nogay
- Krzysztof Kowalewski – szef kompanii
- Jerzy Michotek – kucharz Koperka
- Anna Gornostaj – Mitzi
- Kalina Jędrusik – Madame Elli, kierowniczka domu publicznego
- Marzena Trybała – kochanka von Nogaya
- Zbigniew Zapasiewicz – kapitan Wagner
- Janusz Bukowski – kapral Ulmbach
- Marek Frąckowiak – kapral Bernstein
- Edward Dziewoński – lekarz
- Stefan Friedmann – fotograf Kurz
- Leon Niemczyk – wachmistrz żandarmerii
- Grażyna Trela – Ruda
- Jan Jurewicz – żołnierz-oferma
- Josef Abrhám – sierżant Zajiček (głos – Marian Kociniak)
- Mariusz Dmochowski – generał
- Olgierd Łukaszewicz – słowacki dezerter z lasu
- Aleksander Kalinowski – Holjan
- Elżbieta Borkowska – panienka
- Paweł Unrug – weteran
- Lech Ordon – Feldfebel w burdelu
- Gustaw Lutkiewicz – lekarz
- Jan Orsza – starszy pan
- Andrzej Grąziewicz – asysta generała (pułkownik)
- Jan Piechociński – asysta generała (porucznik)
- Maria Kaniewska – pianistka
- Tadeusz Chudecki – ordynans kapitana Wagnera
- Edward Żentara – porucznik
- Jan Tadeusz Stanisławski – oficer przy transporcie koni
- Wiesław Drzewicz – profesor w burdelu

## Produkcja
Plenery: Twierdza Modlin, Zgierz, Budapeszt, Vác.

## Nagrody
- 1986: Złota Kaczka – najlepszy film polski